# Santo Torrisi
Santo Torrisi (Acireale, 5 giugno 1964) è un militare italiano, Capitano dell'Arma dei Carabinieri, decorato con Medaglia d'Oro al Valor Civile per il soccorso prestato in occasione del Terremoto del Molise del 2002.